# Ana María Shua
Ana María Shua (née le 22 avril 1951 à Buenos Aires) est une écrivaine argentine qui a publié plus de quatre-vingt livres dans de nombreux genres incluant : le roman, la nouvelle, la microfiction, la poésie, le théâtre, la littérature jeunesse, la littérature comique et le folklore Juif, l’anthologie, les essais, ainsi que les scénarios et les articles de journaux. Son œuvre a été traduite dans plusieurs langues parmi lesquelles l’anglais, le français, l’allemand, l’italien, le portugais, le néerlandais, le coréen, le japonais, le bulgare et le serbe. Ses ouvrages sont cités dans des anthologies à travers le monde entier. Elle a reçu de nombreux prix nationaux et internationaux, dont la Bourse Guggenheim, et reste un auteur contemporaine d’Argentine de premier ordre. Elle est particulièrement célèbre dans le monde hispanique des deux rives de l’Atlantique sous le nom de "la Reine de la Microfiction",.

## Biographie
Née en 1951,, la première œuvre qu’écrit Shua est en 1967 un recueil de poèmes, El Sol y Yo [Le soleil et moi]. Elle a seize ans, et reçoit pour ce recueil le Grand Prix d’Honneur, une récompense décernée par la Société Argentine des Écrivains. Elle fait ses études à l’Université de Buenos Aires et obtient un diplôme de Maîtrise en Art et Littérature. Durant la dernière dictature militaire en Argentine, souvent appelée le Processus de Réorganisation Nationale, elle est exilée en France où elle travaille pour le magazine espagnol Cambio 16. Une fois de retour en Argentine, elle publie son premier roman, intitulée Soy Paciente, en 1980, qui lui permet de recevoir une récompense attribuée par la maison d’édition Losada. En 1984, elle écrit La Señuera, un recueil de microfictions, genre littéraire dans lequel elle continue de pratiquer les années suivantes, et qui fait d’elle l’une des représentants du genre les plus distingués. Elle travaille en tant que journaliste, agent de publicité, scénariste, et adapte la plupart de ses œuvres. Elle écrit également des livres pour la jeunesse, traduits en plusieurs langues, pour lesquels elle reçoit de nombreuses récompenses internationales.

## Œuvres

### Romans
- Soy paciente (1980)
- Los amores de Laurita (1984)
- El libro de los recuerdos (1994)
- La muerte como efecto secundario (1997)
- El peso de la tentación (2007)

### Recueils de nouvelles
- Los días de pesca (1981)
- Viajando se conoce gente (1988)
- Como una buena madre (2001)
- Historias verdaderas (2004)

### Recueils de microfictions
- La sueñera (1984)
- Casa de geishas (1992)
- Botánica del caos (Botanique du Chaos, 2000)
- Temporada de fantasmas (la Saison des Fantômes, 2004)
- Cazadores de Letras (2009)
- Microfictions (2009)
- Quick fix (2008)
- Fenómenos de circo

### Littérature jeunesse
- La batalla de los elefantes y los cocodrilos (1988)
- La fábrica del terror (1991), inscrite sur la "IBBY Honour List" par l'Union Internationale pour les Livres de Jeunesse
- La puerta para salir del mundo (1992)
- Cuentos judíos con fantasmas y demonios (1994)
- Ani salva a la perra Laika (1996)
- Historia de un cuento (1998)
- Cuentos con magia (1999)
- La luz mala (2000)
- Los monstruos del Riachuelo (2001)
- Planeta miedo (2002)
- Su primera zanahoria (2005)
- Un ciervo muy famoso (2005)

### Littérature comique
- El marido argentino promedio (1991)
- Risas y emociones en la cocina judía (2003)

### Recueils de poèmes
- El sol y yo (1967)
- "Yo quiero que mis papas salgan de noche"

### Essais
- Libros prohibidos (2003)